# The La's
The La's fue un grupo de rock, procedentes de Liverpool, Inglaterra siendo su última formación con Lee Mavers como Vocalista, Peter Cammell como Guitarrista, James Joyce como Bajista y Neil Mavers como Baterista. Su canción más famosa es There She Goes de su álbum auto-titulado de 1990. 

## Historia

### Surgimiento y reconocimiento (1983-1992)
The La's se formó en 1983 por la idea de Mike Badger el cual reclutó a Lee Mavers (guitarra rítmica y letrista) y John Power (bajista). En 1986 la banda empezó a tocar en varios pubs y locales de su ciudad natal, Liverpool, y atrajo la atención de varias discográficas, entre las cuales se hallaba "Go! Discs", compañía con la que The La's decidió firmar un contrato.
El primer sencillo de la banda, "Way Out" entró en el top 100 de Inglaterra y fue elogiado por el cantante de The Smiths, Morrissey. Sin embargo, el éxito no fue mucho mayor que eso.
La banda continuó tocando en distintos lugares del Reino Unido y fue comparada en varias instancias con The Beatles por su musicalidad, las expresivas letras de Lee Mavers y su ciudad de origen (ambas bandas provenían de Liverpool).
En el año 1988 la banda lanzó otro sencillo llamado There She Goes que si bien gustó mucho a la gente no llegó muy alto en los rankings de las radios. El videoclip de dicha canción fue filmado en una tarde y muestra a la banda caminando por las calles de Liverpool. La canción fue utilizada en varias películas como Juego de Gemelas, Fever Pitch, etc.
Luego de trabajar con el productor Jeremy Allon, la banda lanzó un nuevo sencillo titulado "Timeless Melody" el cual gozó de buena aceptación popular en Inglaterra pero Lee Mavers no quedó conforme y decidió no darle más difusión.
La banda siguió componiendo por dos años y tratando de grabar un nuevo disco pero los constantes cambios en la alineación de los músicos lo hacía casi imposible así como los problemas que tenía Lee Mavers con respecto a sus canciones y al sonido de la banda quedando desconforme casi siempre. Algunos de los productores que pasaron por esta etapa de la banda y trataron de publicar su disco fueron John Leckie (productor de Radiohead, Muse, George Harrison, The Stone Roses, The Verve, etc), Mike Hedges (U2, The Cure, Travis, Manic Street Preachers) y John Porter (The Smiths, B.B. King, Buddy Guy, etc).
No fue hasta el año 1989 que la banda logró una formación más o menos estable y pudo entrar a la sala de grabaciones con todo listo. Como era costumbre Lee Mavers se quejó del sonido varias veces y Go! Discs comenzó a impacientarse por la gran cantidad de dinero gastado en horas de grabación para la banda por lo que decidieron simplemente dejar todo como estaba, quedarse sin disco. El productor, Steve Lillywhite, se quedó con las grabaciones sueltas y las unió para crear el disco "Simple Minds" pese a que los miembros de la banda no quedaron conformes con la decisión. Lee Mavers y John Power dijeron que lo de Lillywhite era una falta de respeto puesto que la banda había tocado mal en muchas sesiones de grabación para que esas pistas no fueran publicadas en el álbum y así poder seguir grabando.
Fue recién en el año 1990 en que la banda logró sacar el disco "The La's", el cual obtuvo un gran reconocimiento de la crítica y del público británico escalando hasta el lugar número 30# en los rankings de ventas en el Reino Unido y obteniendo un sello plateado. Sin embargo, el disco no tuvo mucho éxito en América, registrándose menos de 50.000 copias vendidas en Estados Unidos.
El disco incluía dos singles más: "Feelin" y una mejorada versión de "Timeless Melody", los cuales alcanzaron un interesante posicionamiento en los rankings británicos. La banda aprovechó el éxito para hacer apariciones televisivas y giras por el Reino Unido.
Luego de una gira en 1991 por el Reino Unido, Europa y Estados Unidos, bastante bien recibida por los fanáticos y el público en general, el bajista John Power dejó la banda alegando que estaban tocando los mismos temas que cuando empezaron en 1986 y formó su propia banda, "Cast". Este fue el fin de la primera etapa de The La's.

### Regreso (2005 - 2011)
Luego de la ruptura de The La's cada miembro siguió con su carrera musical siendo John Power (bajista, junto a su grupo Cast) y Chris Sharrock (baterista, en bandas como Oasis, Robbie Williams, etc) los más exitosos. Lee Mavers sin embargo mantuvo un perfil más bajo y alejado de los medios por más que a mediados de los noventa volvió con una formación precaria de The La's a dar un par de shows para pagar una deuda de merchandising que le había quedado de la gira por 1991 a través de Estados Unidos. Tampoco era novedad que su abuso de drogas estaba deteriorando seriamente su salud.
En el año 2001 el álbum "The La's" fue relanzado en el Reino Unido con varios inéditos. Pero no fue hasta el año 2005 que Lee Mavers y John Power se reunieron para reclutar a The La's y brindar una gira de reunión que abarcó seis fechas por Irlanda e Inglaterra (se destaca la participación en el festival de Glastonbury 2005) y un concierto en el festival Summer Sonic de Japón.
A la fecha se rumorea que Lee Mavers continúa trabajando en el segundo álbum de The La's el cual no tiene ni fecha de lanzamiento ni mucha información extra.

## Estilo musical y legado
Lee Mavers ha descrito su sonido como "rootsy" y "crudo y orgánico", mientras que Allmusic ha señalado "arreglos simples y melodiosos, impulsado por guitarras acústicas" de la banda. The La's también destacaron por su claridad de estilo diferente a otras bandas británicas más populares de finales de la década de los 80s, como The Stone Roses y Happy Mondays, que eran parte del movimiento Madchester.
El sonido de The La's ha sido comparado con el del Merseybeat y el Rock británico de los años 60. El miembro y fundador Mike Badger, ha nombrado Captain Beefheart como "principal influencia" de The La's y la banda también ha citado a artistas como Bo Diddley, Chuck Berry, Elvis Presley, Bob Dylan, Louis Armstrong, The Beatles, The Rolling Stones, The Who, The Kinks, James Brown, Bob Marley, Pink Floyd, Jimi Hendrix, Louis Jordan, Duke Ellington, Count Basie y Ella Fitzgerald como influencias.
The La's llegaron a influir en muchos otros artistas de rock alternativo británico durante los siguientes veinte años. La banda tuvo gran influencia en el movimiento Britpop de mediados de la década de 1990 y ha sido citado como una influencia de artistas como Oasis, Paul Weller, The Charlatans y Travis. Pete Doherty de The Libertines y Babyshambles también ha citado al grupo como una influencia.También han influido en muchas bandas posteriores de Liverpool incluyendo las bandas "Cosmic Scouser" de la década de 2000 como The Coral y The Zutons.

## Discografía

### Álbumes
- 1990 - The La's

### EPs
- 1988 - There She Goes E.P.
- 2003 - The Fever Pitch EP

### Compilados
- 1999 - Lost La's 1984-1986: Breakslose
- 2001 - Singles Collection
- 2001 - Lost La's 1986-1987: Callin' All
- 2006 - BBC In Session
- 2008 - Lost Tunes
- 2010 - De Freitas Sessions '87
- 2010 - Callin' All
- 2015 - There She Goes: The Collection